# 無重力少年
《AGRAVITY BOYS 無重力少年》（AGRAVITY BOYS）是日本漫畫家中村充志創作的少年漫畫，從《週刊少年Jump》2020年第2號（2019年12月發售）開始連載，至2021年第5/6合併號連載結束，真最終回發表於《Jump GIGA》。臺灣《寶島少年》從2020年第16期（2020年3月發售）起，連載至2021年第9期，2021年第28期刊登真最終回。單行本全7卷。前身為單篇作品，於2018年8月1日發表於少年Jump+。

## 劇情大綱
西元2119年，人類派出一艘由四名菁英少年「無重力少年」組成的「荷米斯計畫」太空船，預計20年抵達類地行星「α·將布羅」。然而地球在第2天即因核戰毀滅，第3天太空船被捲進黑洞，結果馬上就到了α·將布羅。四名少年沒辦法繁衍後代，正為人類注定滅絕而絕望時，宇宙中的「高次元存在」出現在他們面前並伸出援手，開啟四人在宇宙的奇妙生活。

## 登場人物

### 無重力少年
立風·佐賀
17歲，日本人，太空船的駕駛。個性隨性開朗。
克里斯·亞威特
17歲，美國人，太空船上的醫生。雖然是男生，卻有著可愛女性的長相，常被不知情的人認錯性別。大多數時候負責吐槽。
葛拉魯特·賽曼
18歲，德國人，太空船上的宇宙物理學家。絕頂聰明的書呆子，即使在菁英學院中也是無人能及的第一名，不過對女色很飢渴。
巴巴茲拉吉·基普拉加特
19歲，通稱「巴巴」。國籍不明，太空船上的技術人員。身材高大健壯，思想較色情。

## 出版書籍
| 卷數 | 集英社                 | 集英社        | 集英社                 | 東立出版社             | 東立出版社    | 東立出版社             |
| 卷數 | 副標題                 | 發售日期      | ISBN                   | 副標題                 | 發售日期      | ISBN                   |
| ---- | ---------------------- | ------------- | ---------------------- | ---------------------- | ------------- | ---------------------- |
| 1    |                        | 2020年4月2日  | ISBN 978-4-08-882302-7 | GENA DIVERSION 3to1    | 2021年2月19日 | ISBN 978-957-26-6043-0 |
| 2    | Blink of stars         | 2020年7月3日  | ISBN 978-4-08-882345-4 | Blink of stars         | 2021年9月3日  | ISBN 978-957-26-6044-7 |
| 3    | Lost in the Supermaket | 2020年10月2日 | ISBN 978-4-08-882421-5 | Lost in the Supermaket | 2021年12月9日 | ISBN 978-957-26-6045-4 |
| 4    | Past Is Prologue       | 2021年1月4日  | ISBN 978-4-08-882494-9 | Past Is Prologue       | 2022年2月24日 | ISBN 978-957-26-6377-6 |
| 5    | Dawn Metropolice       | 2021年4月2日  | ISBN 978-4-08-882593-9 | Dawn Metropolice       | 2022年8月4日  | ISBN 978-957-26-6943-3 |
| 6    | GIRLS in the α・Jumbro | 2021年7月2日  | ISBN 978-4-08-882706-3 | GIRLS in the α・Jumbro | 2022年9月29日 | ISBN 978-957-26-7529-8 |
| 7    | Defying Gravity        | 2021年7月2日  | ISBN 978-4-08-882707-0 | Defying Gravity        | 2023年2月3日  | ISBN 978-957-26-7530-4 |

## 迴響
本作獲得下一部人氣漫畫大賞2020紙本漫畫類別的第6名。

## 外部連結
- 週刊少年Jump官方網站 （页面存档备份，存于）（日語）
- 漫畫第1集 - MANGA Plus （英文）
- 無重力少年的X（前Twitter）